# Taiwan i olympiska vinterspelen 1994
Taiwan deltog i olympiska vinterspelen 1994, de tävlade under namnet Kinesiska Taipei på grund av en namnkonflikt med Kina. Taiwans trupp bestod av två idrottare varav båda var män. 

## Trupp
- Bob
  - Chang Min-Jung
  - Sun Kuang-Ming

## Resultat

### Bob
- Två-manna
  - Sun Kuang-Ming och Chang Min-Jung - 35